# Evadale
Evadale é uma Região censo-designada localizada no estado norte-americano do Texas, no Condado de Jasper.

## Demografia
Segundo o censo norte-americano de 2000, a sua população era de 1430 habitantes.

## Geografia
De acordo com o United States Census Bureau tem uma área de
45,9 km², dos quais 44,2 km² cobertos por terra e 1,7 km² cobertos por água. Evadale localiza-se a aproximadamente 14 m acima do nível do mar.

## Localidades na vizinhança
O diagrama seguinte representa as localidades num raio de 24 km ao redor de Evadale.